# Ridgefield (Connecticut)
Ridgefield es un pueblo ubicado en el condado de Fairfield en el estado estadounidense de Connecticut. En el año 2005 tenía una población de 24.210 habitantes y una densidad poblacional de 272 personas por km².

## Geografía
Ridgefield se encuentra ubicada en las coordenadas 41°18′19″N 73°30′05″O / 41.30528, -73.50139.

## Demografía
Según la Oficina del Censo en 2000 los ingresos medios por hogar en la localidad eran de $107,351, y los ingresos medios por familia eran $127,981. Los hombres tenían unos ingresos medios de $100,000 frente a los $50,236 para las mujeres. La renta per cápita para la localidad era de $51,795. Alrededor del 2.4% de la población estaban por debajo del umbral de pobreza.